# Браћа Манаки
Браћа Манаки - Јанаки (Авдела, Грчка, 1878 — Солун, 1954) и Милтон (Авдела, 1882 — Битољ, 1964) били су фотографи и пионири кинематографије у тада отоманском делу Балкана.
У њихову част је 1950. године основан Међународни фестивал филмске камере „Браћа Манаки“ у Битољу, као најстарији филмски фестивал на свету који вреднује сниматељски рад.

## Порекло
Рођени су у цинцарској породици у македонском селу Авдела, у данашној Грчкој. Породица је била врло имућна, чему је допринео велики број оваца коју је поседовала. Временом, почели су се бавити и са финансијским пословима - давањем кредита, уз високе камате. То је Манакијима донело још веће благостање.

## Први фотографски атеље
Први атеље браћа Манаки отворили су у грчком граду Јањина (Ioannina) од 1898. и водили га до 1904. Исте године посетили су Битољ, где су на Широк-сокаку купили неки дућан, који су адаптирали у привремени фотографски атеље.
Године 1905. селе се у Битољ где су отворили свој стални атеље под називом Атеље за уметничку фотографију. Године 1907. Јанаки је у Лондону набавио кинематографску камеру типа Charles Urban Bioscope. Првенствено је снимао Милтон, у атељеу и на терену, и обрађивао фотографије, док се Јанакију, као ликовно образованијем, може приписати уметничко вођство и естетске вредности њихових дела. Милтон је снимио, фотографски или филмски, многе познате личности (нпр. турског султана, српског краља, и др) приликом њихових посета Битољу. Браћа Манаки били су званични фотографи румунског и турског двора, а на интернет-презентацији Међународног фестивала филмске камере „Браћа Манаки“ у Битољу наведено је да је у њиховом атељеу фотографисан и југословенски краљ Александар I Карађорђевић (1929).

## Први биоскоп
Први биоскоп браћа Манаки отворили су у Битољу 1921, са првим приказаним филмом 26. августа. Првобитно је биоскоп радио на отвореном, а 15. септембра 1923. започео је рад биоскоп у сали. Биоскоп је изгорео у пожару 1939.

## Архив
Целокупан, богат архив браће Манаки предат је 1955. југословенском Државном архиву.
Највећи део радова браће Манаки данас се чува у Македонској кинотеци.

## Галерија
- Партија шаха са живим фигурама, 1924. година